# Kościół Niepokalanego Serca Najświętszej Maryi Panny w Łochowie
Kościół Niepokalanego Serca Najświętszej Maryi Panny w Łochowie – rzymskokatolicki kościół parafialny należący do parafii pod tym samym wezwaniem (dekanat Łochów diecezji drohiczyńskiej).

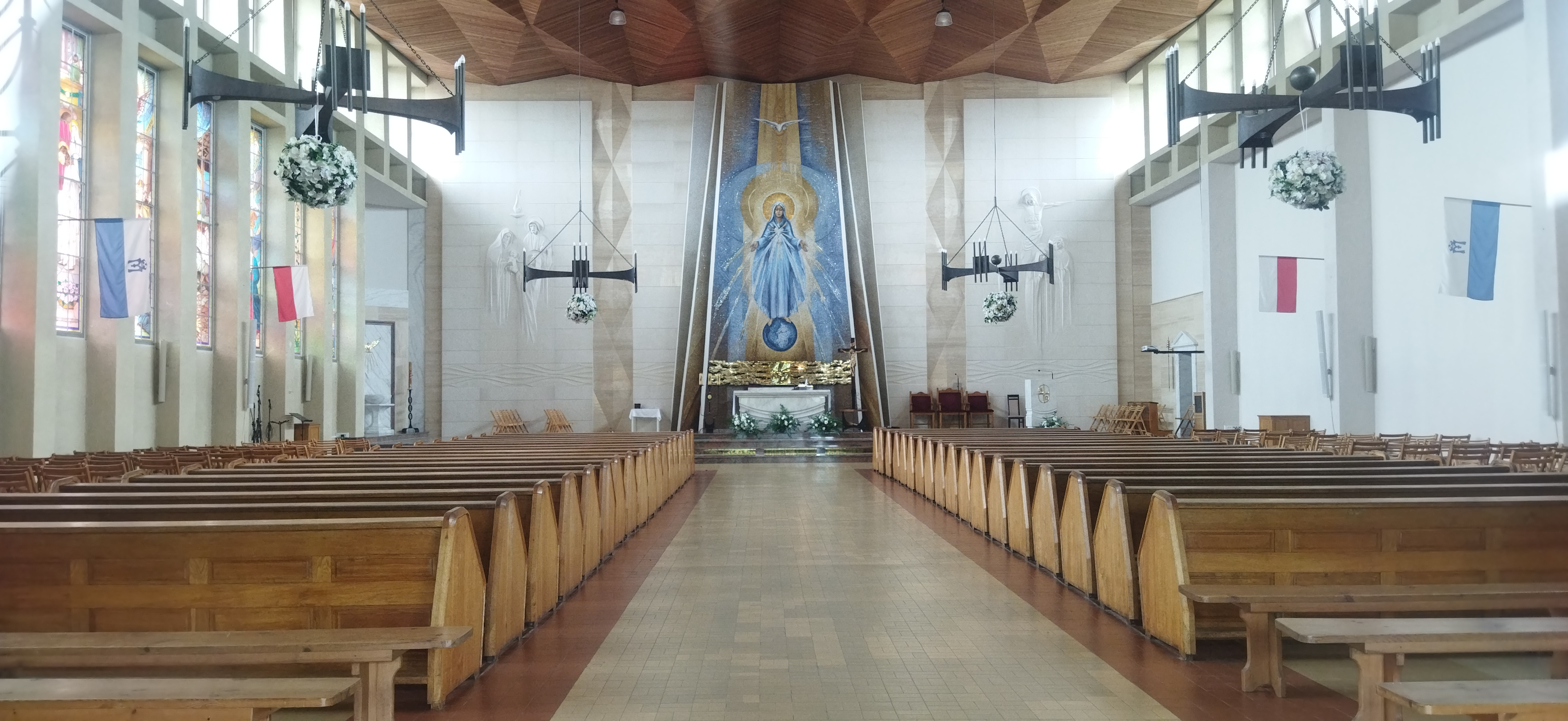
Wnętrze kościoła

Obecna murowana świątynia została zbudowana w latach 1974–1977 dzięki staraniom kolejnych duszpasterzy: księdza Piotra Jelinka, proboszcza w Łochowie i jego następcy w latach 1977–1987 księdza Michała Domańskiego – według projektu architekta Leszka Kołacza. Kamień węgielny został wmurowany 29 czerwca 1975 roku przez księdza Jana Mazura, biskupa siedleckiego czyli podlaskiego. 22 sierpnia 1976 roku ksiądz biskup Jan Mazur poświęcił świątynię w stanie surowym.

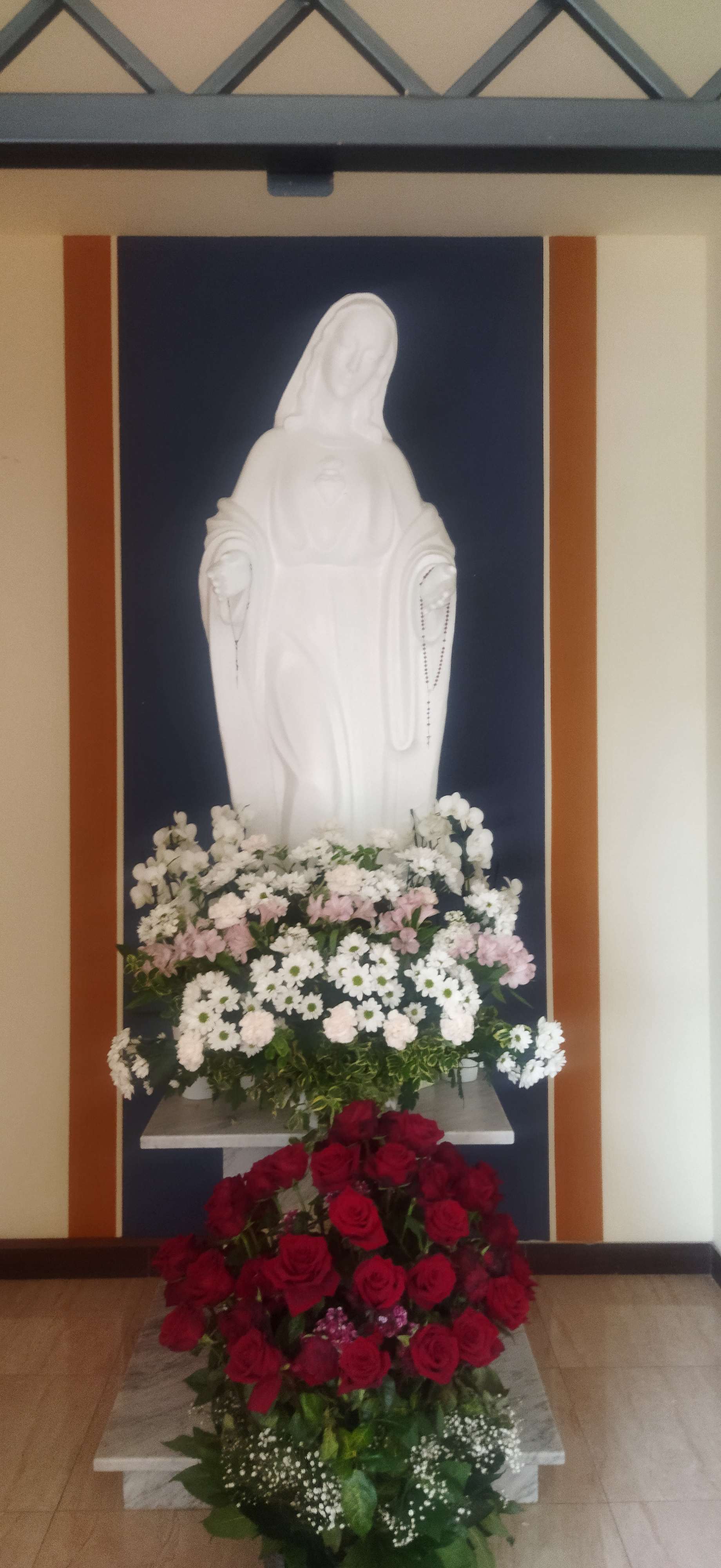
Kaplica w kruchcie

Od 1987 roku prace wykończeniowe przy kościele były prowadzone przez księdza Tadeusza Osińskiego (proboszcza w latach 1987–2011), którego dziełem są między innymi: dwie sale katechetyczne urządzone w części parterowej świątyni (1989 rok), przebudowa schodów wejściowych i organizacja całego otoczenia (1994 rok), gruntowny remont dachu (1997 rok), modernizacja ogrzewania (lata 1998–1999) i dalsze upiększanie wnętrza świątyni, polegające na wstawieniu potężnego witraża ze sceną Ostatniej Wieczerzy (lata 2000–2001). W 2012 roku dzięki staraniom księdza proboszcza kan. Ryszarda Nicponia zostały wprawione w kościele nowe okna z szybami termoizolacyjnymi.